# بوتلوة أحادية الزهرة
بوتلوة أحادية الزهرة (الاسم العلمي:Bouteloua uniflora) هي نوع من النباتات يتبع جنس البوتلوة من الفصيلة النجيلية.